# Hôtel particulier au 215 rue Grande
 (juin 2025).
Motif : Les seules sources sont trois annonces du même mois signalant que le bien est proposé à la vente, et on a même droit à la mention de la surface Carrez, tous éléments qui font penser à une simple page publicitaire. N'existe-t-il pas d'autres sources attestant de la notoriété de cet hôtel particulier ?
- Archive Wikiwix
- Bing
- Cairn
- DuckDuckGo
- E. Universalis
- Gallica
- Google
- G. Books
- G. News
- G. Scholar
- Persée
- Qwant
- (zh) Baidu
- (ru) Yandex
- (wd) trouver des œuvres sur Wikidata

| 1. | Préciser le motif de la pose du bandeau. | Précisez le motif de la pose du bandeau en utilisant la syntaxe suivante : {{admissibilité à vérifier\|date=juin 2025\|motif=remplacez ce texte par le motif}}                                           |
| 2. | Informer les utilisateurs concernés.     | Pensez à avertir le créateur de l'article, par exemple, en insérant le code ci-dessous sur sa page de discussion : {{subst:avertissement admissibilité à vérifier\|Hôtel particulier au 215 rue Grande}} |

L'hôtel particulier au no 215 de la rue Grande est une demeure située à Fontainebleau, en France.

## Situation et accès
L'édifice est situé au no 215 de la rue Grande — artère centrale de la ville —, près de l'intersection avec les boulevards septentrionaux, dans le quartier des Suisses de Fontainebleau. Plus largement, il se trouve dans le département de Seine-et-Marne, en région Île-de-France.

## Histoire
Cet hôtel particulier est édifié en 1929 selon les plans de l'architecte Michel Roux-Spitz (lauréat du prix de Rome), comme le rappelle l'inscription en façade. Il devient la propriété d'un industriel de Seine-et-Marne, qui, pendant une quarantaine d'année, rassemble une décoration et une collection d'objets d'art et de mobiliers du XVIIIe au XIXe siècle, y compris des toiles de l'école de Barbizon dont le propriétaire « était féru ». À la mort de ce propriétaire en 2023, la propriété est mise en vente le 17 décembre par la maison Osenat pour 2,5 millions d'euros. Sa collection, est, quant à elle, vendue aux enchères en près de 350 lots,.

## Structure
Ce hôtel particulier, considéré comme « une des plus belles maisons de Fontainebleau », est édifié dans un style « temple à l'Antique »,. Construite durant les années Art déco, la maison est pourtant « à contre-courant de ce style », selon Cédric Laborde, directeur du département mobilier et objets d'art, qui ajoute qu'« elle a sûrement été construite après une commande spéciale du premier propriétaire, qui voulait recréer un hôtel particulier parisien à Fontainebleau, à l'image du musée Marmottan Monet ». Le bâtiment s'élève sur deux niveaux au-dessus d'un sous-sol total, avec au total dix pièces, dont quatre chambres. L'ensemble s'étend sur 370 mètres carrés habitables (368,92 m2 selon la loi Carrez) sur un terrain de 2 630 mètres carrés.
Au moment de la vente en 2023, au rez-de-chaussée, une entrée donne accès à une suite de trois pièces de réception, comprenant un salon de plus de 60 mètres carrés avec une rotonde orientée vers le jardin. À gauche et à droite se trouvent respectivement une salle à manger et un petit salon ou bibliothèque. L'ensemble présente des volumes spacieux avec une hauteur sous plafond de 4 mètres et de nombreuses ouvertures. Du côté gauche du bâtiment se situe une chambre-bureau, tandis que du côté droit, un office précède une cuisine, une arrière-cuisine, une salle à manger et diverses pièces de service. Un escalier en pierre situé au niveau de l'entrée mène au premier étage sur un palier large.
Au niveau supérieur, trois chambres disposent, selon les configurations, d'une antichambre, d'un boudoir, d'un garde-robe ou d'un accès à une terrasse. Chaque chambre est équipée d'une salle de bains comprenant un jacuzzi. Le sous-sol comprend plusieurs pièces, notamment un sauna, un lieu pour le linge, un cellier, la chaufferie, ainsi que plusieurs espaces de stockage. Le système de chauffage et la production d'eau chaude sont assurés par une chaudière récente de grande capacité. Un ascenseur — hors service au moment de la vente — et un escalier de service permettent l'accès aux différents niveaux. Enfin, un toit panoramique domine la cour et le parc et permet une vue sur le quartier.
La propriété inclut en outre plusieurs dépendances (pour un total de 103,88 mètres carrés) :
- une maison de gardien de 58,84 mètres carrés sur deux niveaux, comprenant un séjour, une cuisine, deux chambres et un sous-sol ;
- un bâtiment annexe sur deux niveaux avec, au rez-de-chaussée, un garage pour trois véhicules, une salle de sport et un atelier, et à l'étage, deux pièces et une salle de bains ;
- un petit bâtiment destiné au stockage et à l'usage de local poubelle.

L'ensemble est entouré de divers aménagements extérieurs, tels qu'une cour pavée, des zones ombragées, un salon d'été et un espace barbecue.